# نظر کرده (فیلم ۲۰۰۹)
«نظر کرده» (انگلیسی: Blessed) فیلمی استرالیایی است که در سال ۲۰۰۹ منتشر شد. از بازیگران آن می‌توان به میراندا اتو و فرانسیس اوکانر اشاره کرد.